# Station Czarnca
Station Czarnca is een spoorwegstation in de Poolse plaats Kuzki.